# Idealismo

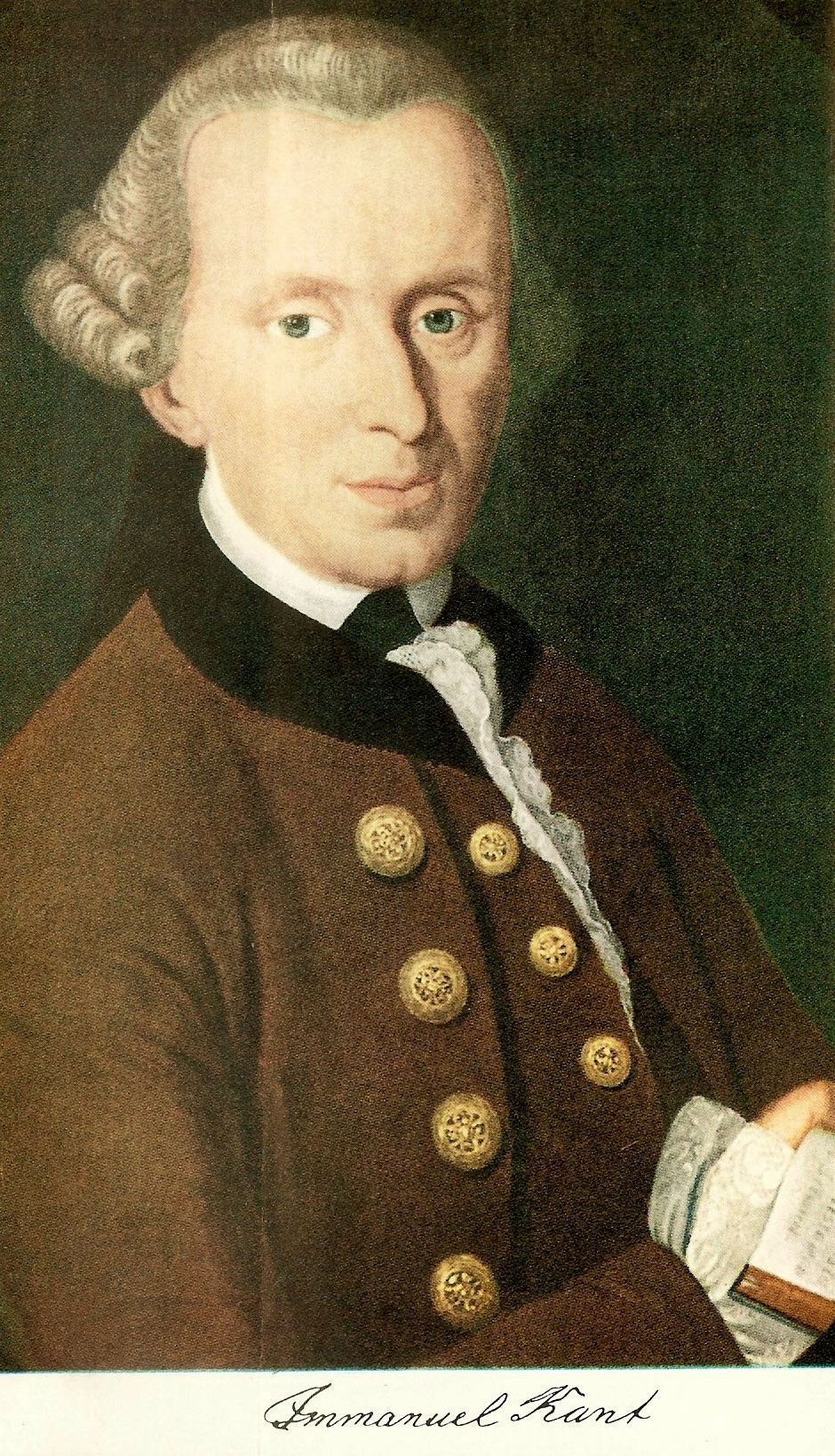
Immanuel Kant fundó el idealismo trascendental.

El idealismo es la familia de teorías filosóficas que afirman la primacía de las ideas o incluso su existencia independiente. Afirman que la realidad, o la realidad que podemos conocer, es fundamentalmente un constructo de la mente o inmaterial. El idealismo supone que los objetos no pueden tener existencia sin que haya una mente que esté consciente de ellos. Para poder conocer las cosas, se debe tomar en cuenta la consciencia, las ideas, el sujeto y el pensamiento.
El materialismo rechaza el idealismo. El idealismo no es precisamente antagónico al realismo pues hay filosofías idealistas (idealismo objetivo) que postulan una existencia de objetos abstractos independientes del observador.
El filósofo George Berkeley dijo que la esencia de un objeto es ser percibido. Por el contrario, Immanuel Kant dijo que el idealismo "no se refiere a la existencia de las cosas", sino que "nuestros modos de representación" de las cosas como el espacio y el tiempo no son "determinaciones que pertenecen a las cosas en sí mismas", sino que son rasgos esenciales de la mente humana. En la filosofía del "idealismo trascendental" Kant propone que los objetos de la experiencia se basan en su existencia en la mente humana que percibe los objetos, y que la naturaleza de la cosa-en-sí es externa a la experiencia humana, y no puede concebirse sin la aplicación de categorías, que dan estructura a la experiencia humana de la realidad.
Epistemológicamente, el idealismo se manifiesta como un escepticismo sobre la posibilidad de saber cualquier cosa independiente de nuestra mente. En un sentido sociológico, el idealismo enfatiza cómo las ideas humanas, especialmente las creencias y los valores, dan forma a la sociedad. Como doctrina ontológica, el idealismo va más allá, afirmando que todas las entidades están compuestas de mente o de espíritu. El idealismo rechaza así las teorías fisicalistas y dualistas, que no atribuyen prioridad a la mente. Una versión extrema de este idealismo puede existir en la noción filosófica del solipsismo.
En 1781, Immanuel Kant publicó su famosa Crítica de la razón pura, rechazando ambas posturas y proponiendo una alternativa. Según Kant, si bien todo nuestro conocimiento empieza con la experiencia, no todo se origina de ella, pues existen ciertas estructuras del sujeto que anteceden a toda experiencia, en tanto son las condiciones que la hacen posible. La filosofía del siglo XIX se caracterizó en gran parte por ser una reacción a su filosofía, comenzando con el desarrollo del idealismo alemán.
Algunos idealistas influyentes fueron Immanuel Kant, Johann Gottlieb Fichte, Friedrich Wilhelm Joseph Schelling, Georg Wilhelm Friedrich Hegel, Arthur Schopenhauer, Francis Herbert Bradley y Giovanni Gentile.

## Variantes

### Idealismo objetivo
Las ideas existen por sí mismas y solo podemos aprenderlas o descubrirlas mediante la experiencia. Para el idealista objetivo los demás son ideas sin cuerpo material. Algunos representantes del idealismo objetivo son Leibniz, Hegel, Bernard Bolzano, Dilthey.

### Idealismo subjetivo
El idealismo subjetivo, o idealismo teorico, es la doctrina metafísica monista de que solo existen las mentes y los contenidos mentales. El idealismo subjetivo es generalmente identificado o asociado con el inmaterialismo de George Berkeley, según el cual la sustancia material no existe. Para él, las cosas que conocemos son ideas percibidas por la mente. 
En general, el idealismo subjetivo rechaza el dualismo, el monismo neutro y el materialismo; de hecho, es lo contrario del materialismo eliminatorio, la doctrina de que todas o algunas clases de fenómenos mentales (tales como emociones, creencias o deseos) no existen, sino que son meras ilusiones.
La principal característica del idealismo subjetivo es que todo gira alrededor del sujeto cognoscente (ser pensante que realiza el acto del conocimiento). Y existen, a su vez, dos variantes:
- La versión radical sostiene que el sujeto construye el mundo: no existen cosas por sí mismas sino que solo existen cosas para nosotros (constructivismo ontológico). Según esta concepción, la naturaleza no tiene existencia independiente.
- La versión moderada afirma que «las cosas son del color del cristal con que se miran».

La ciencia y la tecnología no interfieren en el idealismo, pues ambas dependen sobre todo de la percepción del mundo exterior para modificarlo conforme al conocimiento. Donde la percepción en sí, no es ninguna temática contraria al idealismo.
El simple aserto de que las ideas son importantes no lo califica de idealista. Casi todos los materialistas y realistas admiten la existencia e importancia de las ideas, solamente niegan su autoexistencia.

### Idealismo platónico
El idealismo platónico es una filosofía que sostiene la idea de realismo acerca de la existencia de universales según el filósofo griego Platón, quien vivió entre 427 a. C.– 347 a. C., alumno de Sócrates, y profesor de Aristóteles. Confusamente, esta postura es también llamada realismo platónico.

### Idealismo trascendental
El idealismo trascendental o subjetivismo trascendental  es una concepción epistemológica y metafísica propuesta por el filósofo prusiano Immanuel Kant en el siglo XVIII.
Brevemente expuesto, el idealismo trascendental establece que todo conocimiento exige la existencia de dos elementos: el primero, externo al sujeto (lo dado, o principio material), es decir, un objeto de conocimiento. El segundo, propio del sujeto (lo puesto, o principio formal), que no es más que el sujeto mismo que conoce. Con respecto al segundo, Kant afirma que las condiciones de todo conocimiento no son puestas por el objeto conocido, sino por el sujeto que conoce. El sujeto que conoce introduce ciertas formas que, no preexistiendo en la realidad, son imprescindibles para comprenderla. Por esto sostiene Kant en la Crítica de la Razón Pura: "Pensamientos sin contenidos son vacíos; las intuiciones sin conceptos son ciegas" (A51). En otras palabras, sin sensibilidad nada nos sería dado y sin entendimiento, nada sería pensado.

Todo lo intuido en el espacio y el tiempo y con ello todos los objetos de nuestra experiencia posible, no es más que fenómenos, esto es, meras representaciones, que del modo en que se representan, como sustancia extensa o series de alteraciones, no tienen existencia propia e independiente aparte de nuestro pensamiento. A este concepto lo llamo idealismo trascendental.
Crítica de la razón pura, A491, B519

### Idealismo alemán
El idealismo alemán es una escuela filosófica que se desarrolló en Alemania a finales del siglo XVIII y comienzos del siglo XIX. El idealismo alemán distingue:
- El fenómeno (del griego fainomai mostrarse o aparecer) es el objeto en tanto que es conocido (como aparece frente a los sentidos y la inteligencia)
- El noúmeno (del griego noeo comprender o inteligir) es el objeto tal como sería en sí mismo (la cosa en sí)

### Idealismo absoluto
El idealismo absoluto es una filosofía ontológicamente monista atribuida a Georg Wilhelm Friedrich Hegel. Como forma de idealismo, consiste en la consideración de Hegel acerca de cómo el ser es en última instancia comprensible como un todo integral. Hegel afirmaba que para que el sujeto pensante (la razón humana o la conciencia) fuera capaz de conocer su objeto (el mundo) debe existir, en algún sentido, una identidad de pensamiento y de ser. De manera contraria, el sujeto no tendría acceso al objeto y no tendríamos ninguna certeza acerca de nuestro conocimiento del mundo. Para tener en cuenta las diferencias entre pensamiento y ser, sin embargo, así como la riqueza y diversidad de cada uno, la unidad de pensamiento y el ser no puede ser expresada como la identidad abstracta "A = A". El idealismo absoluto es el intento de demostrar esta unidad utilizando un nuevo método filosófico "especulativo", que requiere de nuevos conceptos y reglas de lógica. Según Hegel, el fundamento absoluto del ser es esencialmente un proceso dinámico e histórico de necesidad que se desarrolla por sí mismo a través de formas cada vez más complejas de ser y de conciencia, en última instancia dando lugar a toda la diversidad del mundo y a los conceptos con los que pensar y dándole sentido a la existencia.

## Filosofía cristiana
Los teólogos cristianos han sostenido opiniones idealistas, a menudo basado en el neoplatonismo, a pesar de la influencia del aristotélico escolástica a partir del siglo XII.  Sin embargo, hay ciertamente un sentido en el que los escolásticos conservaron el idealismo que llegó a través de San Agustín hasta Platón.
El idealismo teísta occidental posterior, como el de Hermann Lotze, ofrece una teoría del "suelo del mundo" en el que todas las cosas encuentran su unidad: ha sido ampliamente aceptado por los teólogos protestantes. Se puede decir que varios movimientos religiosos modernos, por ejemplo las organizaciones del Movimiento del Nuevo Pensamiento y la Iglesia de la Unidad, tienen una orientación particularmente idealista. La teología de la Ciencia Cristiana incluye una forma de idealismo: enseña que todo lo que realmente existe es Dios y las ideas de Dios; que el mundo tal y como aparece a los sentidos es una distorsión de la realidad espiritual subyacente, una distorsión que puede corregirse (tanto conceptualmente como en términos de experiencia humana) mediante una reorientación (espiritualización) del pensamiento.

## Filosofía china
Wang Yangming, un filósofo neoconfuciano chino de la época Ming, funcionario, pedagogo, calígrafo y general, sostenía que los objetos no existen del todo al margen de la mente porque ésta les da forma. No es el mundo el que da forma a la mente, sino la mente la que da razón al mundo, por lo que sólo la mente es la fuente de toda razón, teniendo una luz interior, una bondad moral innata y la comprensión de lo que es bueno.

## El idealismo en el pensamiento védico y budista

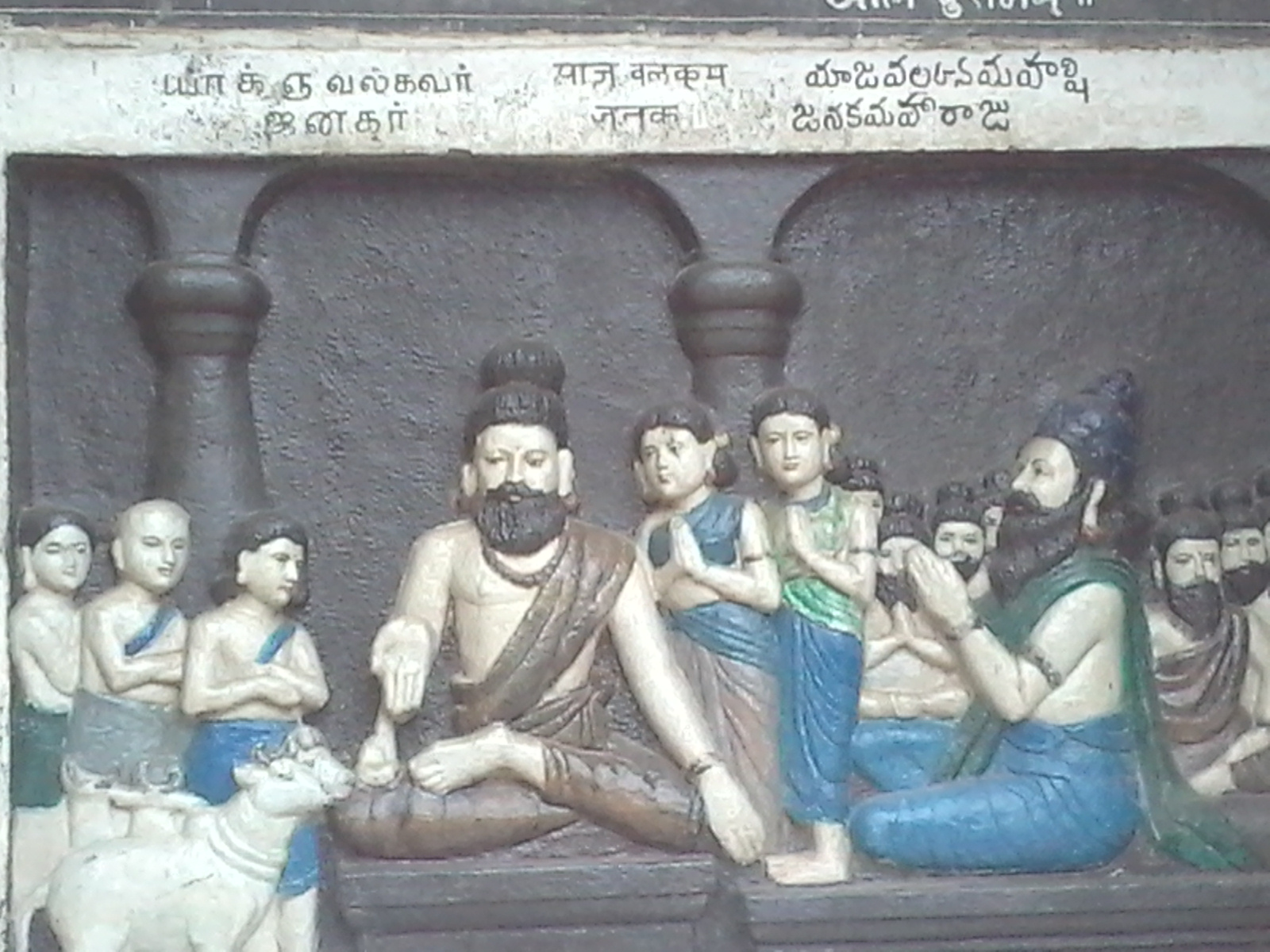
El sabio Yajnavalkya (posiblemente del) es uno de los primeros exponentes del idealismo, y es una figura importante en el Brihadaranyaka Upanishad.

Hay corrientes de idealismo en toda la filosofía india, antigua y moderna. El idealismo hindú suele adoptar la forma de monismo o no dualismo, defendiendo la opinión de que una conciencia unitaria es la esencia o el significado de la realidad fenoménica y la pluralidad.
El idealismo budista, por otro lado, es más epistémico y no es un monismo metafísico, que los budistas consideran eternalista y, por lo tanto, no es el camino medio entre los extremos propugnado por Buda.
La referencia más antigua al idealismo en los textos védicos se encuentra en el Purusha Sukta del Rig Veda. Este Sukta propugna el panenteísmo presentando al ser cósmico Purusha como un ser que impregna todo el universo y a la vez es trascendente a él. El idealismo absoluto puede verse en Chāndogya Upaniṣad, donde las cosas del mundo objetivo como el cinco elementos y el mundo subjetivo como la voluntad, la esperanza, la memoria, etc., son vistas como emanaciones del Self.

### Filosofía india
Las nociones idealistas han sido propuestas por las escuelas de pensamiento Vedanta, que utilizan los Vedas, especialmente los Upanishads como sus textos clave. Al idealismo se opusieron los dualistas Samkhya, los atomistas Vaisheshika, los lógicos Nyaya, los lingüistas Mimamsa y los materialistas Cārvāka. Hay varias subescuelas del Vedanta, como Vedanta Advaita (no dual), Vishishtadvaita y Bhedabheda Vedanta (diferencia y no diferencia).
Todas las escuelas del Vedanta intentan explicar la naturaleza y la relación de Brahman (alma universal o Ser) y Atman (ser individual), que consideran el tema central de los Vedas. Uno de los primeros intentos en este sentido fue el Brahma Sutras de Bādarāyaņa, que es canónico para todas las subescuelas del Vedanta. El Vedanta Advaita es una subescuela importante del Vedanta que sostiene una metafísica idealista no dual. Según pensadores advaitas como Adi Shankara (788-820) y su contemporáneo Maṇḍana Miśra, Brahman, la conciencia unitaria única o conciencia absoluta, aparece como la diversidad del mundo debido a la maya o ilusión, y por lo tanto la percepción de la pluralidad es mithya, error. El mundo y todos los seres o almas en él no tienen una existencia separada de Brahman, la conciencia universal, y el alma aparentemente independiente (jiva literalmente: vida) es idéntica a Brahman. Estas doctrinas están representadas en versos como brahma satyam jagan mithya; jīvo brahmaiva na aparah (Brahman es solo Verdadero, y este mundo de pluralidad es un error; el yo individual no es diferente de Brahman). Otras formas de Vedanta como el Vishtadvaita de Ramanuja y el Bhedabheda de Bhāskara no son tan radicales en su no-dualismo, aceptando que hay una cierta diferencia entre las almas individuales y Brahman. La escuela Dvaita del Vedanta de Madhvacharya mantiene la opinión opuesta de que el mundo es real y eterno. También sostiene que el atman real depende totalmente y es reflejo del Brahman independiente.
La tradición Tántrica del Shaivismo de Cachemira también ha sido catalogada por los estudiosos como una forma de Idealismo. El pensador clave de esta tradición es el cachemir Abhinavagupta (975-1025 CE).
El idealismo védico moderno fue defendido por el influyente filósofo indio Sarvepalli Radhakrishnan en su obra de 1932 Una visión idealista de la vida y otras obras, que propugnan el Advaita Vedanta. La esencia del idealismo hindú es captada por escritores modernos como Sri Nisargadatta Maharaj, Sri Aurobindo, P. R. Sarkar y Sohail Inayatullah.

### Filosofía budista

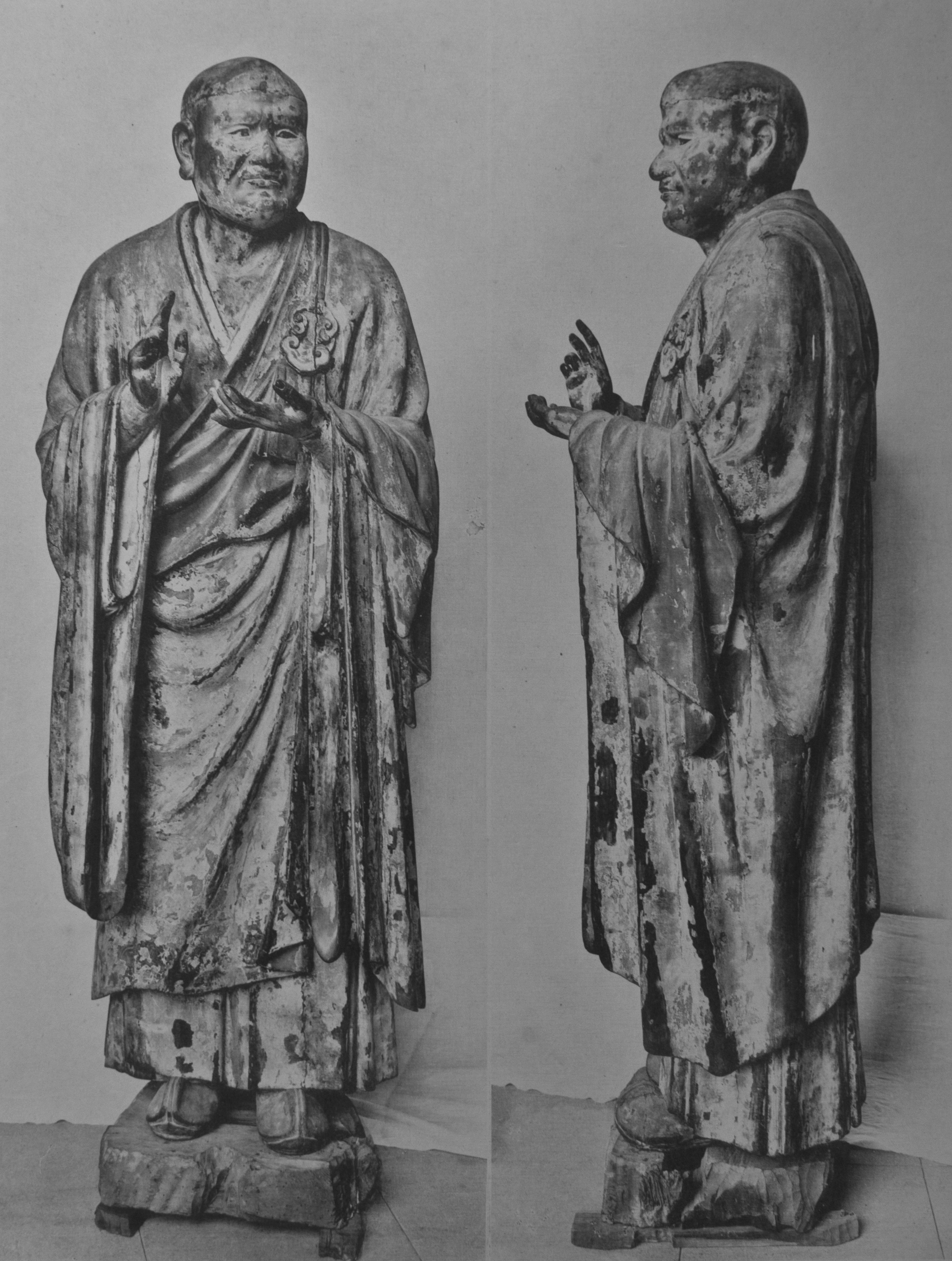
Estatua de Vasubandhu (jp. Seshin), Kōfuku-ji, Nara, Japón.

Los puntos de vista budistas que pueden decirse similares al Idealismo aparecen en Mahayana Textos budistas como el Samdhinirmocana sutra, Laṅkāvatāra Sūtra, Dashabhumika sutra, etc. Estos fueron ampliados posteriormente por los filósofos budistas indios de la influyente escuela Yogacara, como Vasubandhu, Asaṅga, Dharmakīrti, y Śāntarakṣita. El pensamiento Yogacara también fue promovido en China por filósofos y traductores chinos como Xuanzang.
Existe un desacuerdo académico moderno sobre si el Yogacara El budismo puede decirse que es una forma de idealismo. Como señala Saam Trivedi "en un lado del debate, escritores como Jay Garfield, Jeffrey Hopkins, Paul Williams, y otros mantienen la etiqueta de idealismo, mientras que en el otro lado, Stefan Anacker, Dan Lusthaus, Richard King, Thomas Kochumuttom, Alex Wayman, Janice Dean Willis, y otros han argumentado que el Yogacara no es idealista." El punto central de la cuestión es lo que los filósofos budistas como Vasubandhu que utilizaron el término vijñapti-matra ("sólo representación" o "sólo cognición") y formularon argumentos para refutar los objetos externos realmente querían decir.
Las obras de Vasubandhu incluyen una refutación de los objetos externos o de la externalidad misma y argumenta que la verdadera naturaleza de la realidad está más allá de las distinciones sujeto-objeto. Considera que la experiencia de la conciencia ordinaria se engaña en sus percepciones de un mundo externo separado de sí mismo y, en cambio, argumenta que todo lo que hay es Vijñapti (representación o conceptualización). De ahí que Vasubandhu comience su Vimsatika con el verso: Todo esto es sólo conciencia, debido a la aparición de objetos inexistentes, al igual que alguien con un trastorno óptico puede ver redes de pelo inexistentes 
Asimismo, el punto de vista del filósofo budista Dharmakirti sobre la existencia aparente de los objetos externos es resumido por él en el Pramānaṿārttika ('Comentario sobre lógica y epistemología'): La cognición se experimenta a sí misma, y nada más en absoluto. Incluso los objetos particulares de la percepción, son por naturaleza sólo la conciencia misma.
Mientras que algunos escritores como Jay Garfield sostienen que Vasubandhu es un idealista metafísico, otros lo ven más cerca de un idealista epistémico como Kant que sostiene que nuestro conocimiento del mundo es simplemente el conocimiento de nuestros propios conceptos y percepciones de un mundo trascendental. Sean Butler sostiene que el Yogacara es una forma de idealismo, aunque de su propio y único tipo, y señala la similitud de las Categorías de Kant y las Vāsanās del Yogacara, ambas simplemente herramientas fenoménicas con las que la mente interpreta el reino noumenal. A diferencia de Kant, sin embargo, que sostiene que el noúmeno o la cosa en sí es incognoscible para nosotros, Vasubandhu sostiene que la realidad última es conocible, pero sólo a través de la percepción yóguica no conceptual de una mente meditativa altamente entrenada.
Escritores como Dan Lusthaus que sostienen que el Yogacara no es un idealismo metafísico señalan, por ejemplo, que los pensadores del Yogācāra no se centraron en la conciencia para afirmarla como ontológicamente real, sino simplemente para analizar cómo se crean nuestras experiencias y, por tanto, nuestro sufrimiento. Como señala Lusthaus "ningún texto indio Yogācāra afirma nunca que el mundo sea creado por la mente. Lo que sí afirman es que confundimos nuestras interpretaciones proyectadas del mundo con el mundo mismo, es decir, que tomamos nuestras propias construcciones mentales como si fueran el mundo"." Lusthaus señala que hay similitudes con los idealistas epistémicos occidentales como Kant y Husserl, suficientes para que el Yogacara pueda ser visto como una forma de idealismo epistemológico. Sin embargo, también señala diferencias clave como los conceptos de karma y nirvana. Saam Trivedi, por su parte, señala las similitudes entre el idealismo epistémico y el Yogacara, pero añade que el budismo Yogacara es, en cierto sentido, su propia teoría.
Del mismo modo, Thomas Kochumuttom ve el Yogacara como "una explicación de la experiencia, más que un sistema de ontología" y Stefan Anacker ve la filosofía de Vasubandhu como una forma de psicología y como una empresa principalmente terapéutica.